# Tafla
Tafla – największa, górna fasetka (płaszczyza) kamienia oszlifowanego szlifem fasetkowym. Szlifami fasetkowymi szlifuje się kamienie przezroczyste (np. diamenty, rubiny, szafiry). Dzięki temu na tafli widoczne są różne efekty świetlne powstałe w wyniku załamań światła na innych, nachylonych pod różnym kątem względem tafli, fasetkach.